# Super Rugby Aupiki
El Super Rugby Aupiki es un torneo profesional de rugby femenino de Nueva Zelanda.
El término Aupiki se traduce como 'el ascenso al reino más alto' en idioma maorí.

## Participantes
- Blues Women
- Chiefs Manawa
- Hurricanes Poua
- Matatū

## Historia
El torneo fue fundado en 2022, luego de un retraso relacionado con la pandemia de COVID-19, su primer campeón fue Chiefs Manawa.

## Campeones
| Temporada | Año  | Campeón       | Subcampeón      |
| --------- | ---- | ------------- | --------------- |
| I         | 2022 | Chiefs Manawa | Hurricanes Poua |
| II        | 2023 | Matatū        | Chiefs Manawa   |
| III       | 2024 | Blues Women   | Chiefs Manawa   |
| IV        | 2025 | Blues Women   | Matatū          |